# ساختارگرایی (معماری)

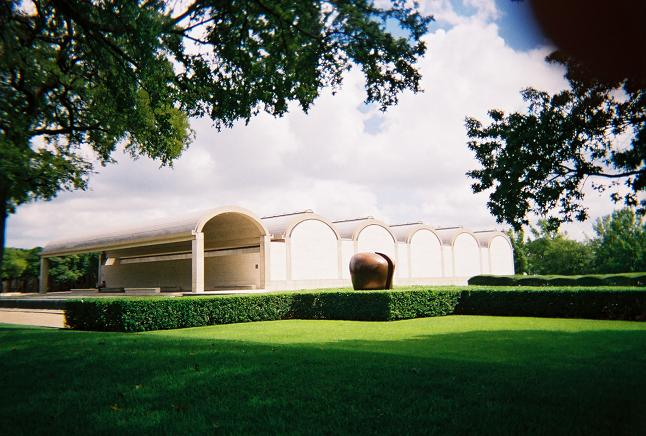
موزه هنر کیمبل، فورت وورث، تگزاس، ۱۹۷۲ (لوئی کان)

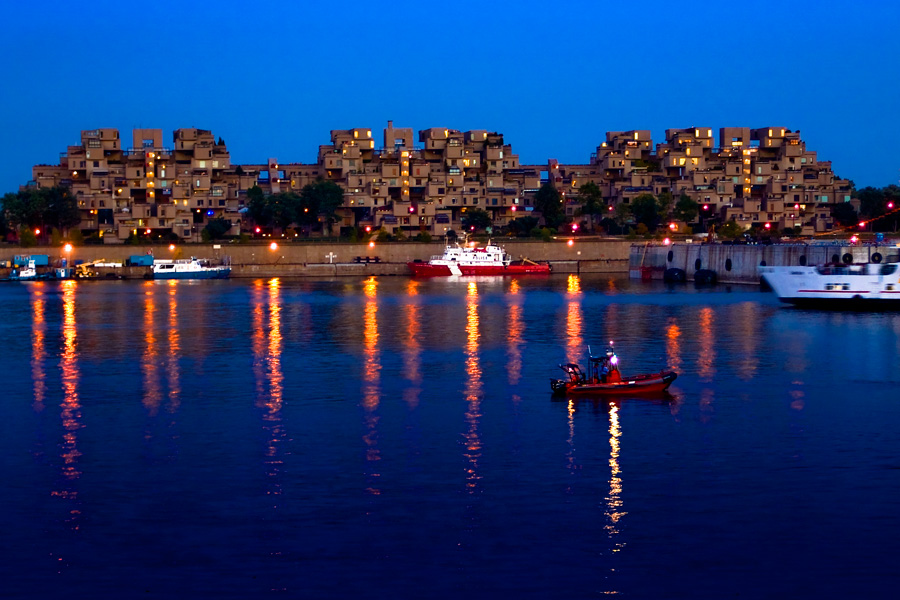
مجتمع مسکونی هبیتات ۶۷، مونترآل، نمایشگاه جهانی، ۱۹۶۷ (موشه سفدی)

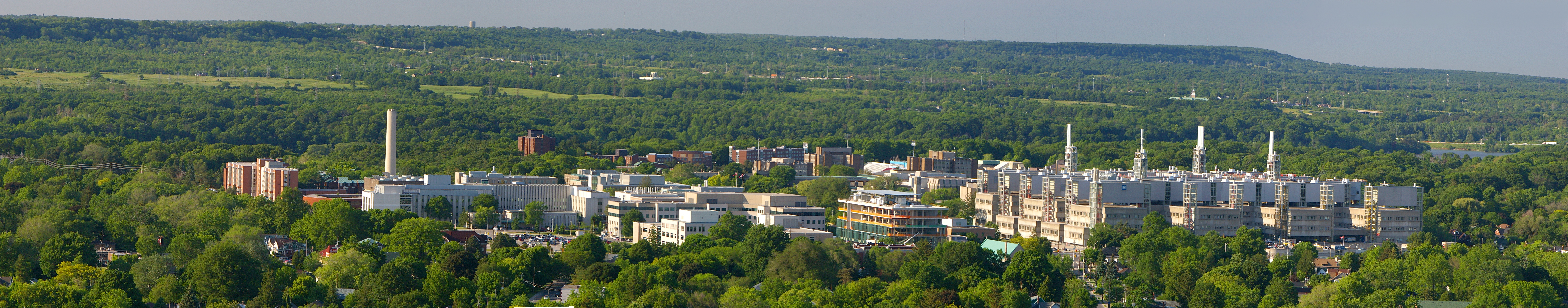
مرکز درمانی مک مستر ،همیلتون، انتاریو، کانادا، ۱۹۷۲(کریگ زیدلر و استرانگ)

ساختارگرایی نام جنبشی در معماری و شهرسازی است که در حدود اواسط قرن بیستم میلادی اتفاق افتاد. این جنبش، واکنشی به عملکردگرایی کنگره بین‌المللی معماری مدرن که به بیانی تهی از زندگی از برنامه‌ریزی شهری انجامیده بود که هویت باشندگان و ساکنین و فرم‌های شهری را نادیده می‌گرفت.
ساختارگرایی در معنای عام یک مکتب فکری است که در مکان‌ها و زمان‌ها و رشته‌ها و زمینه‌های مختلف ظهور و بروز یافته‌است. ساختارگرایی را می‌توان در زبان‌شناسی، انسان‌شناسی، فلسفه و هنر یافت. در ابتدای مقاله و نوشتار عمومی ساختار گرایی تعاریف زیر آمده‌است: «ساختار گرایی یک پارادایم نظری است که عناصر فرهنگ را برجسته می‌کند و باید در ارتباط با یک نظام در برگیرنده بزرگتر دیده شود.» سیمون بلک‌برن نیز متناوباً به‌طور مختصر بیان داشته‌است که، «ساختار گرایی اعتقادی است مبتنی بر این که پدیده زندگی انسان پدیده ای معلوم و مفهوم نیست مگر در روابط متقابل آنها. این روابط ساختاری را شکل می‌دهند، و در پس گوناگونی‌های محلی پدیده‌های ظاهری قوانین دائمی از فرهنگ انتزاعی در جریان است».

## ساختارگرایی به عنوان یک جنبش در موازای پست مدرنیسم

پلان خلیج توکیو، پروژه ای از جنبش معماری متابولیسم و ساختارگرایی، ۱۹۶۰(کنزو تانگه)

در اروپا، ساختار گرایی به عنوان جنبشی موازی با پست مدرنیسم آمریکایی در نظر گرفته می‌شود. نخستین بیانات و تفاسیر از هر دو جنبش در دهه ۱۹۶۰ میلادی فرصت بروز یافت. در خلال نشست‌ها و کتاب‌هایی از نویسندگانی همچون چارلز جنکس، رابرت ونچوری و دنیس اسکات براون معماری پست مدرن برا ده‌ها سال در تمامی دنیا موفق بود. در حالی که دغدغه اصلی پست مدرنیسم سبک معماری، بسیاری از جنبه‌ها و نمودهای معماری و برنامه‌ریزی شهری در جنبش ساختار گرایی مورد توجه و بحث بود.

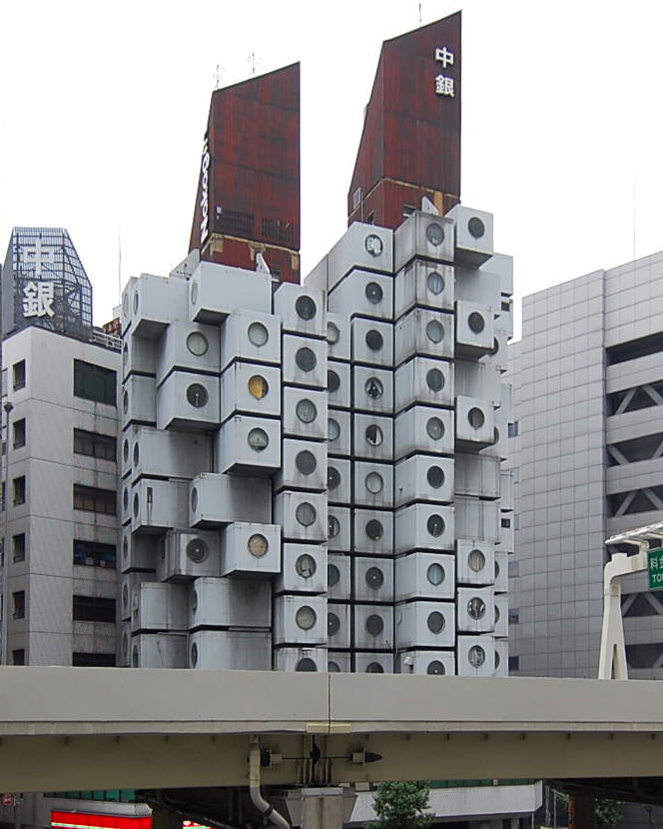
برج کپسول ناکاجین در توکیو، سازه اصلی: دو برج، سازه فرعی:کپسول‌ها، ۱۹۷۲(کیشو کوروکاوا)

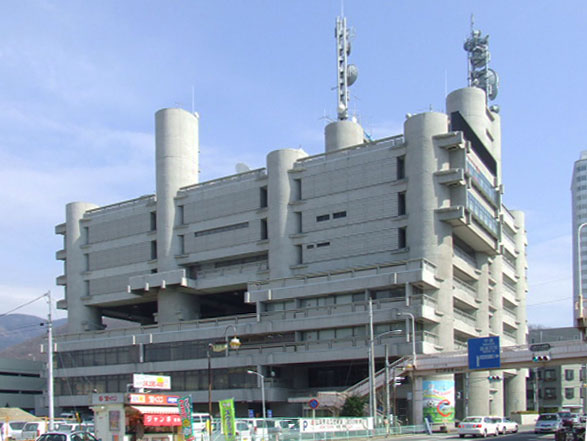
تالار فرهنگ یاماناشی، کوفو، یاماناشی، پیش نمونه ای از یک معماری قابل تفسیر، وفق پذیر و گسترش پذیر، ۱۹۶۷(کنزو تانگه)

در تقابل با جنبش پست مردن، ساختارگرایی بسیار آهسته‌تر و توسعه یافته‌است و کمتر مورد توجه بوده‌است. مبانی نظری ساختارگرایی در اروپا، ژاپن، آمریکا و کانادا توسعه یافت. در سال ۲۰۱۱ میلادی تعریفی بسیط و جامع از فعالیت‌های ساختارگرایی در کتابی تحت عنوان بارگذاری مجدد ساختارگرایی انتشار یافت. Inدر این کتاب بسیار عظیم و قطور، مقاله‌هایی از ۴۷ نویسنده بین‌المللی دربارهٔ جنبه‌های فلسفی، تاریخی، هنری و دیگر موارد مربوط سخن رفت. selecting روند انتخاب این مقاله‌ها که دیدگاه‌های متفاوتی را دارا بودند، همچنین بررسی میزان اهمیت هرکدام، به زمان زیادی نیاز داشتتا تصویری صریح و واضح از ساختار گرایی به دست دهد. مواردی که در ادامه همین مقاله به شرح آن پرداخته می‌شود بر اساس کتاب  پیشگفته،بارگذاری مجدد ساختار گرایی، پایه‌گذاری گشته‌است.
چند ماه پس از انتشار این کتاب، مؤسسه سلطنتی معماران بریتانیایی (ریبا) در لندن لیست نامزدهای مدال طلای این مؤسسه برای سال ۲۰۱۲ را منتشر کرد. سؤال اصلی این بود که: "ایا رابرت ونچوری باید جایزه طلای امسال را از آن خود کند؟
"در کمال تعجب، کمیته داوری ریبا جایزه را به رابرت ونچوری که دیدگاهی پست مدرنیستی داشت اعطا نکرد، و در عوض، جایزه را به هرمان هرتزبرگر برای معماری ساختارگرای او و سهمی که در زمینه مبانی نظری داشت تقدیم نمودند. زمانه عوض شده بود و تغییری در نقاط عطف رخ داده بود. نظر جک پرینگل، مدیر سابق انجمن ریبا، در این باره بدین صورت بود: "مدال طلای انجمن ریبا، معتبرترین جایزه بریتانیا، باید به معماری برسد که ما را رو به سمت جلو هل داده‌است، نه به سمت عقب." امروزه، معماری پست مدرن در اروپا با درجاتی از معماری تاریخ گرا مقایسه می‌گردد.

## جهت گیری‌ها و جنبش‌های مختلف

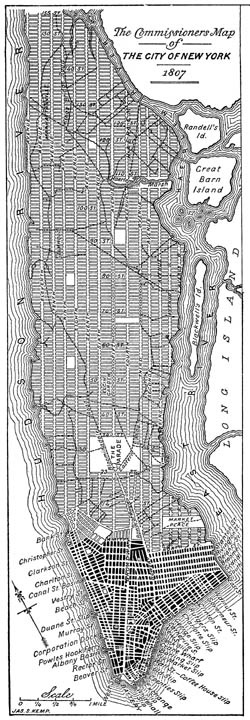
منهتن:پلان شبکه ای، ۱۸۰۷ و ۲۰۰۷ میلادی، نظام در برگیرنده، ساختار و تطابق، قانون مند و قابل تفسیر

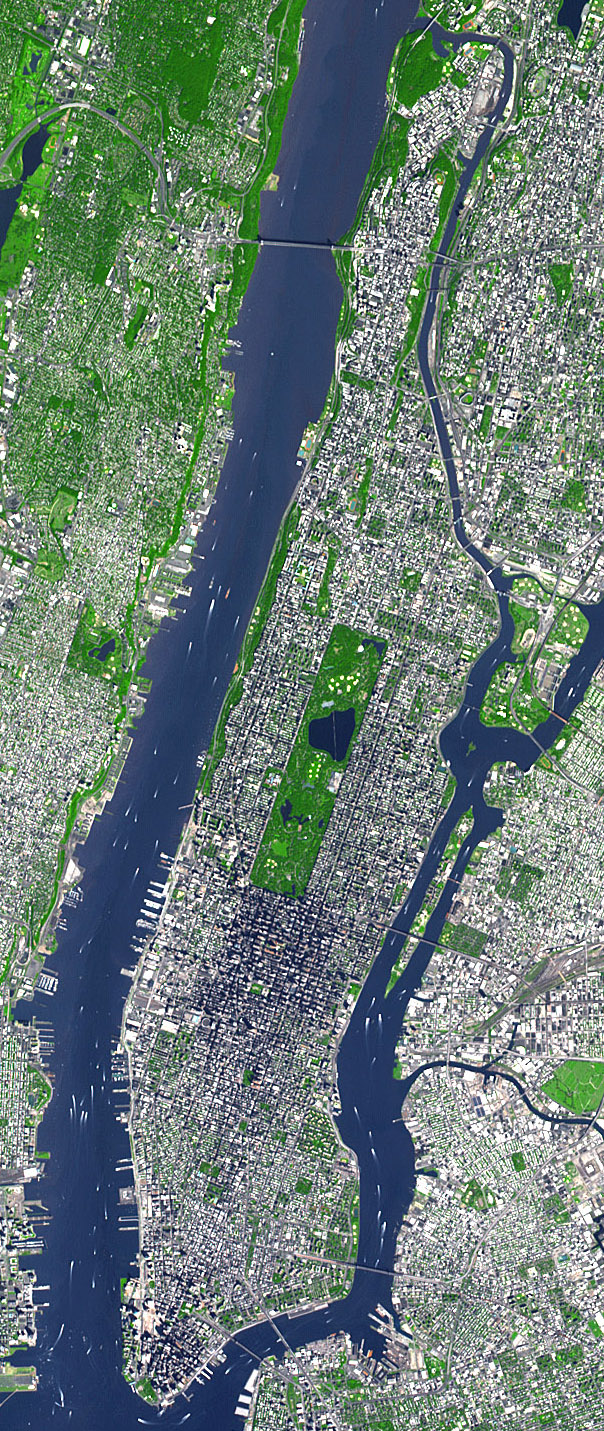

کلود لوی-استروس، انسان‌شناس، خاطر نسان می‌دارد که: «من اعتقاد دارم که ما نمی‌توانیم از یک نهضت ساختارگرایی صحبت کنیم. بلکه جنبش‌هایی بسیاری وجود دارند که ادعا می‌کنند که در زمره نهضت ساختارگرایی قرار دارند.» این تنواع را در معماری نیز می‌توان یافت. گرچه، معماری ساختارگرا دارای اختیاری است که از همه جوانب ساختارگرایی که در علوم انسانی دیده می‌شود، پیروی نمی‌کند. در معماری، جهت گیری‌های مختلف، تصاویر مختلفی را به وجود آورده‌است. در برخی مواقع این اتفاق در ترکیب شدن آن‌ها اتفاق می‌افتد.
در سوی دیگر، در سال ۱۹۵۹ زیبایی‌شناسی اعداد توسط آلدو وان آیک به وجود آمد. این کانسپت را می‌توان با بافت روزنه دار قیاس کرد. تأثیرگذارترین پیش نمونه از این جهت‌گیری یتیم خانه آمستردام است که توسط آلدو وان آیک در سال ۱۹۶۰ ساخته شد. «زیبایی شناسی اعداد» را می‌توان تحت عنوان «آرایش فضایی در معماری» یا «ساختمان حصیری» نام برد.
در سوی دیگر، گوناگونی معماری سر زنده (ساختار و تطابق) به وجود آمد  که برای معماری تعاملی در مسکن سازی توسط جان هابراکن در سال ۱۹۶۱ میلادی انتظام یافته بود. همچنین در دهه ۱۹۶۰ میلادی تعداد بسیار زیادی طرح آرمان شهر بر اساس نهضت "ساختار و تطابق " شکل گرفت.
اثرگذارترین پیش نمونه بر اساس این جهت‌گیری و راستا تالار فرهنگ یاماناشی در کوفو، یاماناشیاست که توسط کنزو تانگه در سال ۱۹۶۷ میلادی ساخته شد. مکاتب فکری مشابه "گوناگونی معماری سر زنده" شامل :"گوناگونی معماری"،"معماری کثرت گرا"،"رویکرد دوگانه"یا "ساختارهای باز " می‌باشد.

## ریشه‌ها

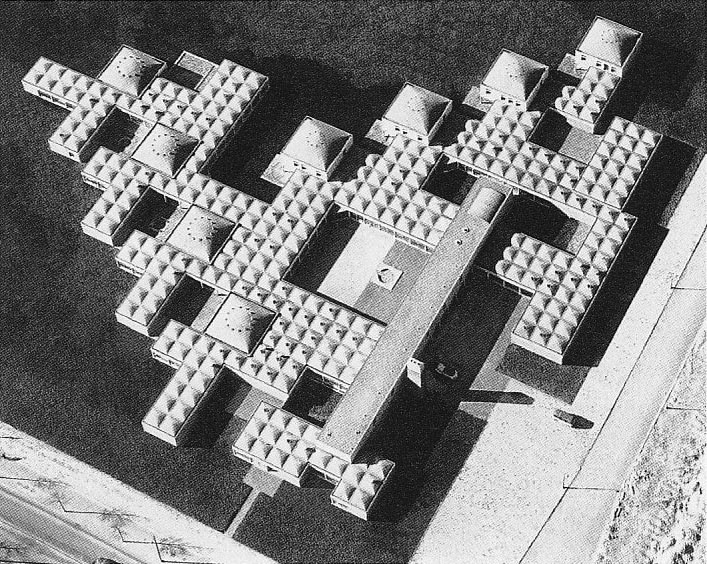
یتیم خانه آمستردام، «ساختارگرایی هلندی» ،۱۹۶۰(آلدو وان آیک)

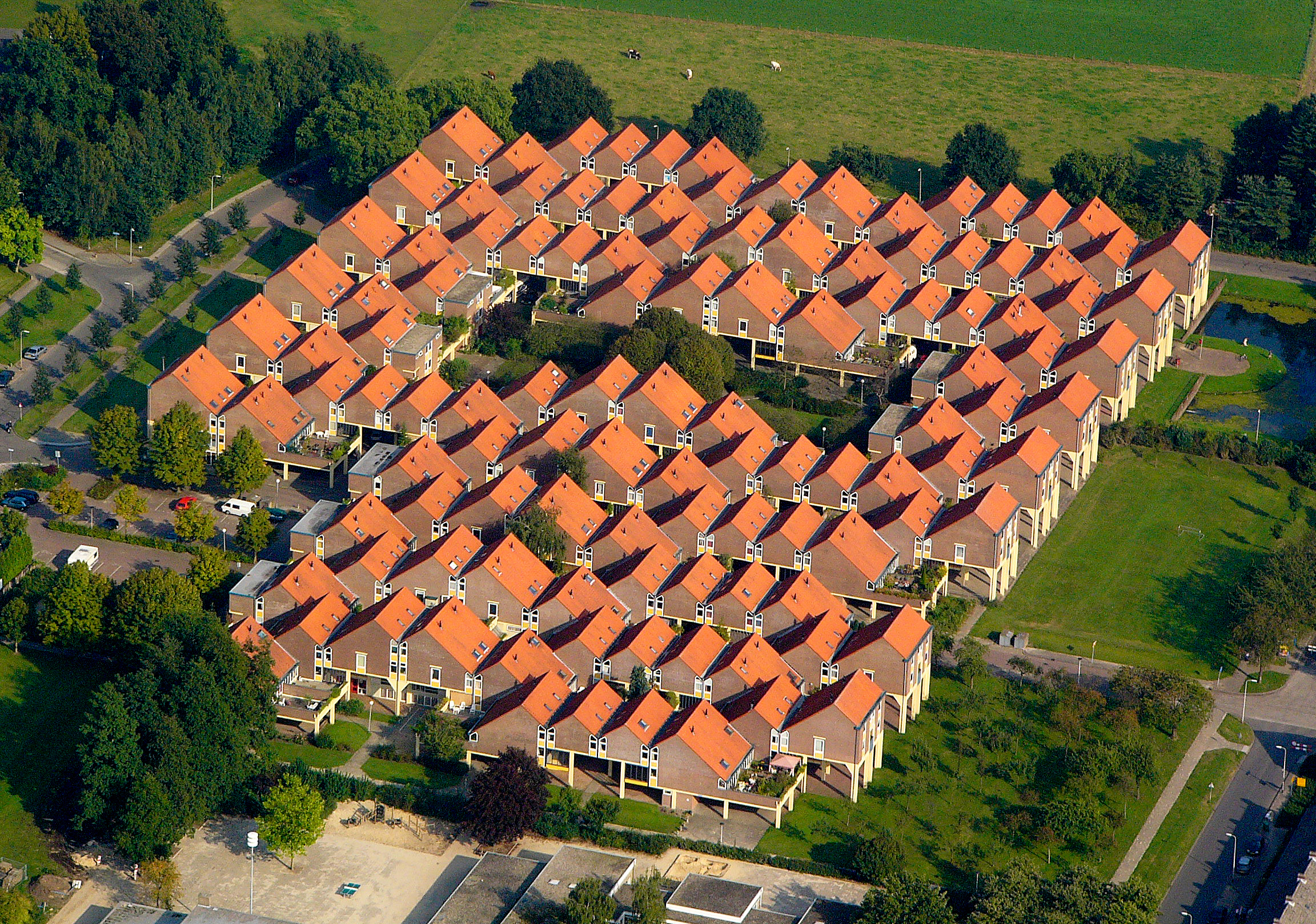
مجتمع مسکونی کاسباه، هنگلو، ۱۹۷۳(پیت بلوم)

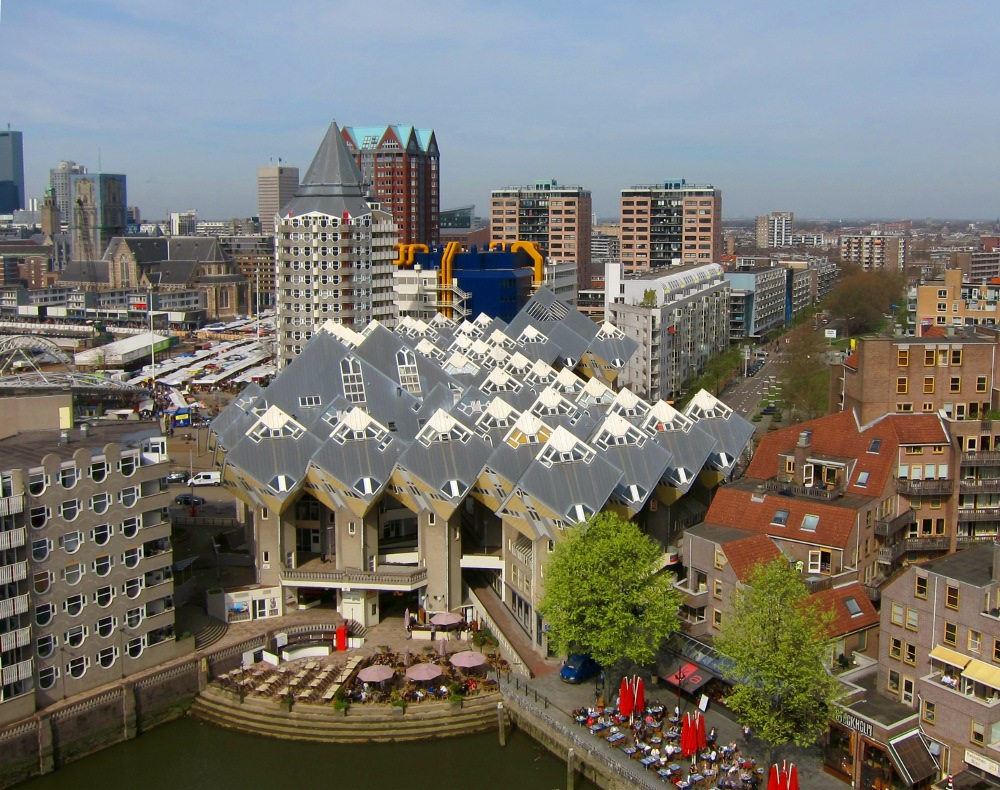
منظقه شهری بندرگاه اوده در شهر روتردام، ۱۹۸۵(پیت بلوم)

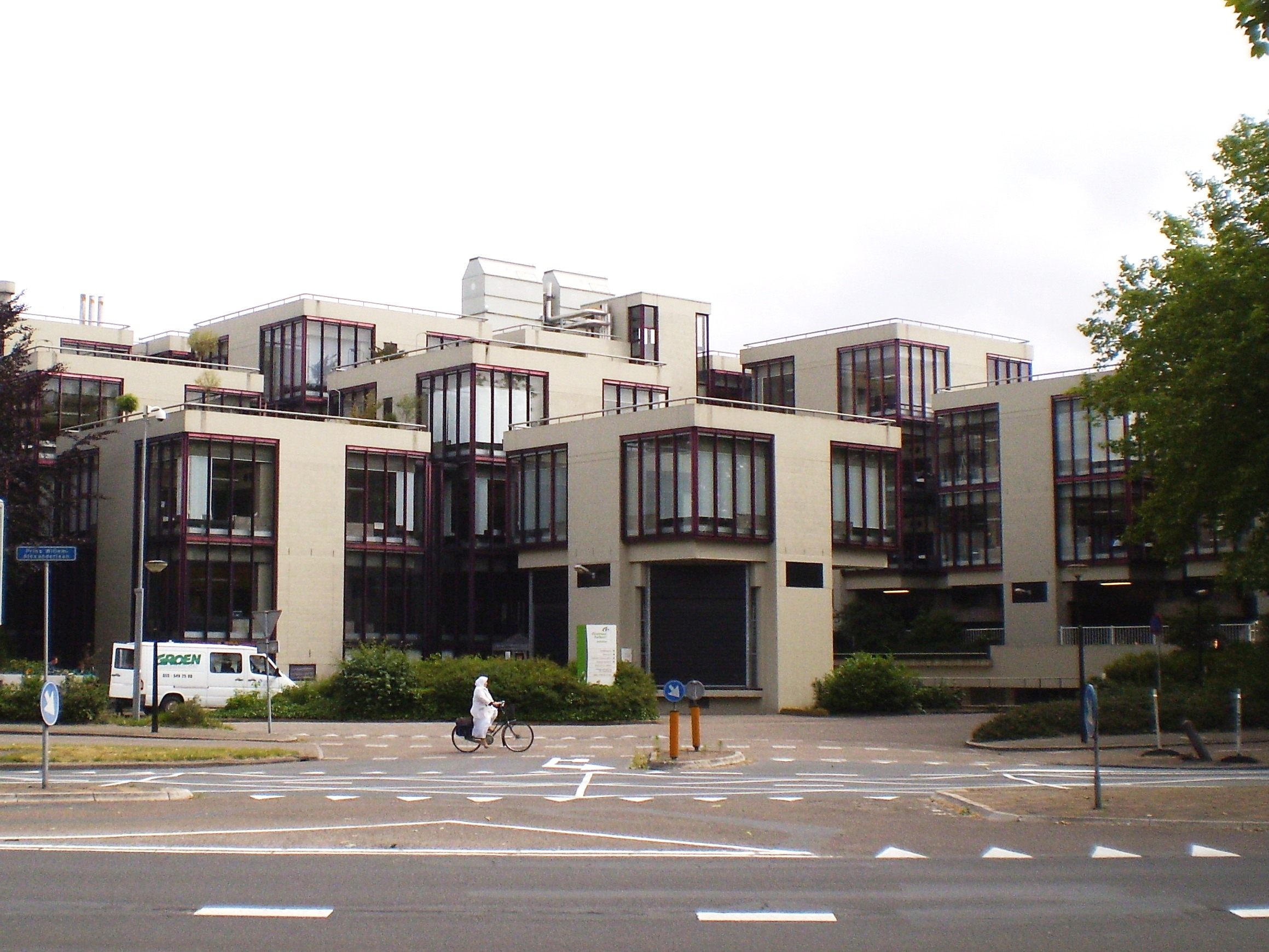
دفتر مرکزی اداره بیمه بهیر در شهر آپلدورن، ۱۹۷۲(هرمان هرتز برگر)

ریشه‌های ساختار گرایی در معماری و شهرسازی در کنگره بین‌المللی معماری مدرن (سیام) بعد از جنگ جهانی دوم، باید جست. در خلال سال‌های ۱۹۲۸ و ۱۹۵۹ میلادی، کنگره سیام محفلی بسیار مهمی برای بحث و تبادل نظر در خصوص معماری و شهرسازی بود. نقطه نظرات متفاوت که غالباً مخالف و مقابل هم بودند در این سازمان و نشست‌ها مورد بحث قرار می‌گرفت؛ for exampleبرای مثال، افرادی با دیدگاه‌های علمی و فاقد ارزش‌های زیبایی شناختی (خردگرایان)، اعضایی که به معماری به چشم یک نوع از هنر می‌نگریستند (لوکوربوزیه)، اعضایی که طرفدار معماری بلند مرتبه یا کوتاه مرتبه بودند(ارنست می)، اعضایی که به دنبال تجدد و اصلاح پس از جنگ جهانی دوم بودند (گروه۱۰)، اعضایی که طرفدار معماری سنتی بودند و بسیاری دیگر. اعضای گروه کوچک گروه۱۰ پایه‌گذار ساختارگرایی بودند. تأثیر این گروه وقتی مشخص شد که پیشکسوت نسل دوم، هرمان هرتزبرگر گفت: "من محصولی از گروه ۱۰ می‌باشم." Asبه عنوان گروهی از معماران آوانگارد، گروه ۱۰ از سال۱۹۵۳ تا ۱۹۸۱ فعالیت می‌کرد، و دو جنبش مختلف از دل این گروه پدیدار گشت:معماری بروتالیست جدید انگلیسی (آلیسون و پیتر اسمیتسون) وساختارگرایی هلندی (آلدو وان آیک وجیکوب باکما).
Outsideخارج از گروه ۱۰، مکاتب فکری دیگری توسعه یافت که باعث شد ساختارگرایی تحت تأثیر افکار لویی کان در ایالات متحده آمریکا، کنزو تانگه در ژاپن و جان هابراکن در هلند به پیش رود. هرمان هرتزبرگر و لوسین کرال مشارکت‌های بسیار مهمی در زمینه معماری داشتند.
در سال ۱۹۶۰ میلادی، کنزو تانگه معمار ژاپنی طرح شناخته شده پلان خلیج توکیو را طراحی نمود؛ که بعداً در خلال این موضوع اذعان داشت: «فکر کنم در حدود سال ۱۹۵۹ یا اوایل دهه ۶۰ میلادی بود که من شروع به فکر کردن در مورد چیزی کردم که بعداً آن را ساختارگرایی نامیدم». تانکه همچنین تانگه مقاله "عملکرد، ساختار و نماد، ۱۹۶۶"را نوشت، که در آن به تشریح فرایند گذار از روش عملکردگرا به روش ساختارگرا در تفکر می‌پردازد. تانکه تانگه سالهای ۱۹۲۰ تا ۱۹۶۰ را تحت سلطه "عملکردگرایی" می‌داند و سال‌های پس از ۱۹۶۰ را تحت سیطره "ساختارگرایی".
لوکوربوزیه چند طرح و پروژه اولیه را در قالب ساختارگرایی ساخت، که برخی از آن‌ها به دهه ۱۹۲۰ بر می‌گردد. گرچه او توسط اعضای گروه ۱۰ به خاطر برخی وجوه کارهایش در دهه ۱۹۵۰ میلادی مورد انتقاد واقع شد (کانسپت‌های طراحی شهرسازی او که فاقد حس مکان بودند و خیابان‌های تاریک پروژه یونایت)، اما آن‌ها لوکوربوزیه را به عنوان یک نمونه بزرگ از کسی که خلاقیتی بسیار زیاد در معماری و هنر داشت.

## قطعنامه

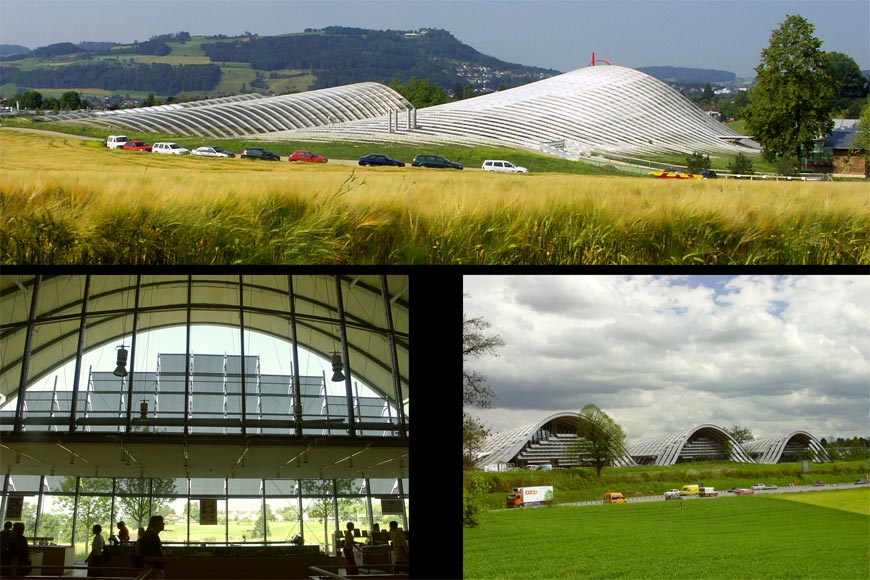
پل کلی زنتروم در برن

یکی از مهم‌ترین مرام نامه‌های جنبش ساختار گرایی توسط آلدو وان آیکدر مجله معماری فروم، شماره ۷، سال ۱۹۵۹ به چاپ رسید. این قطع نامه در سال ۱۹۵۹ برای ارائه در کنگره سیام در اوترلو آماده شده بود. اصل صحبت این شماره از مجله فروم یک حمله رو در رو به نماینده‌های هلندی طرفدار خردگرایی سیام بود، کسانی که مسئول بازسازی‌های پس از جنگ جهانی دوم بودند (بنا بر دلایلی، از برنامه ریزان شهری همچون وان تین، ون ایسترن، مرکلباخ و دیگران در این شماره نام برده نشد). این شماره از مجله شامل ثال‌ها و بیانیه‌هایی در جهت پیشرفتن به سمت شهر سازی بیستر انسانی بود.This کنگره سیام به‌طور رسمی شروع جنبش ساختارگرایی را از سال ۱۹۵۹ در نظر گرفت گرچه ساختمان‌هایی با این سبک قبل از این تاریخ ساخته شده بود. اما تنها از سال ۱۹۶۹ بود که در کتب و نشریات از عنوان ساختارگرایی در ارتباط با معماری استفاده شد.